# Daniel R. Hokanson
Pour les articles homonymes, voir Hokanson.
Daniel Robert Hokanson (né le 27 juin 1963) est un général quatre étoiles de l'Armée de terre des États-Unis (US Army), 29e chef du Bureau de la Garde nationale (Chief of the National Guard Bureau) de 2020 à 2024. Il était auparavant le 21e directeur de la Garde nationale de l'Armée (Army National Guard.). Il a notamment été vice-chef du Bureau de la Garde nationale (vice chief of the National Guard Bureau), commandant adjoint du Commandement nord des États-Unis (United States Northern Command), adjudant-général de la Garde nationale de l'Oregon et commandant de la 41e équipe de combat de brigade d'infanterie (41st Infantry Brigade Combat Team). Il a participé aux opérations "Iraqi Freedom", "Enduring Freedom" et "Just Cause".
Hokanson a pris ses fonctions au Bureau de la Garde nationale le 3 août 2020.

## Biographie

### Jeunesse
Daniel Robert Hokanson est né à Happy Camp, en Californie, le 27 juin 1963, fils de Bob et Diann (Kieffer) Hokanson,,. Il est diplômé du lycée de Happy Camp en 1980 et a fréquenté le College of the Siskiyous avant d'être accepté à l'Académie militaire des États-Unis (United States Military Academy) à West Point, dans l'État de New York.

### Carrière militaire
Hokanson a obtenu son diplôme à West Point en 1986 et a été commissionné en tant que sous-lieutenant (second lieutenant) dans la branche de l'aviation de l'US Army (United States Army Aviation Branch). Pendant son séjour à West Point et la période qui a suivi, il a suivi les cours suivants le cours de survie, d'évasion, de résistance et d'évasion (SERE) de niveau C ; le cours de base d'officier d'aviation ; l'école d'assaut aérien (Air Assault School); et la formation initiale au vol sur voilure tournante (Aeroscout). Il est également diplômé de l'école aéroportée de l'armée de terre américaine (United States Army Airborne School).
Hokanson a ensuite servi pendant plusieurs années en tant qu'aviateur au sein de la 7e division d'infanterie (7th Infantry Division) à Fort Ord, en Californie, et a notamment été déployé au Panama dans le cadre de l'opération Just Cause en 1989-1990. En 1991, il a suivi le cours avancé d'officier d'aviation et le cours de qualification des hélicoptères de combat AH-64 (Apache). Il a ensuite servi dans le 1er bataillon du 229e régiment d'aviation (229th Aviation Regiment) à Fort Hood, où il a notamment commandé la compagnie B du bataillon, puis a servi comme ingénieur de projet pour la division des essais d'armement d'aéronefs au Yuma Proving Ground, en Arizona.

#### Garde nationale de l'Armée
Hokanson a quitté l'armée régulière en juillet 1995 et a été membre du groupe de contrôle de la réserve de l'Armée (Army Reserve) jusqu'en octobre.
Il a ensuite commencé sa carrière en tant que membre de la Garde nationale de l'Armée (Army National Guard), d'abord comme aide de camp au bureau de l'adjudant-général de l'Oregon. Il a ensuite occupé les postes suivants:
- officier des opérations, 641e bataillon médical (évacuation par hélicoptère) ;
- officier des opérations aériennes, Garde nationale de l'armée de l'Oregon ;
- analyste des plans, division de l'analyse et de l'évaluation des programmes, Bureau de la Garde nationale ;
- officier exécutif, 641e bataillon médical (évacuation par hélicoptère), Garde nationale de l'Armée de l'Oregon (Oregon Army National Guard);
- directeur adjoint, aviation de l'Armée, Garde nationale de l'armée de l'Oregon ;
- commandant, 641e bataillon médical (hélicoptère d'évacuaAtion), Garde nationale de l'Oregon ;
- chef d'état-major, Combined Joint Task Force Phoenix V, Afghanistan ;
- commandant adjoint, 41e équipe de brigade de combat d'infanterie, Garde nationale de l'Oregon ;
- commandant, 41e équipe de brigade de combat d'infanterie, y compris le déploiement dans le cadre du Multi-National Corps - Iraq.

#### Officier général

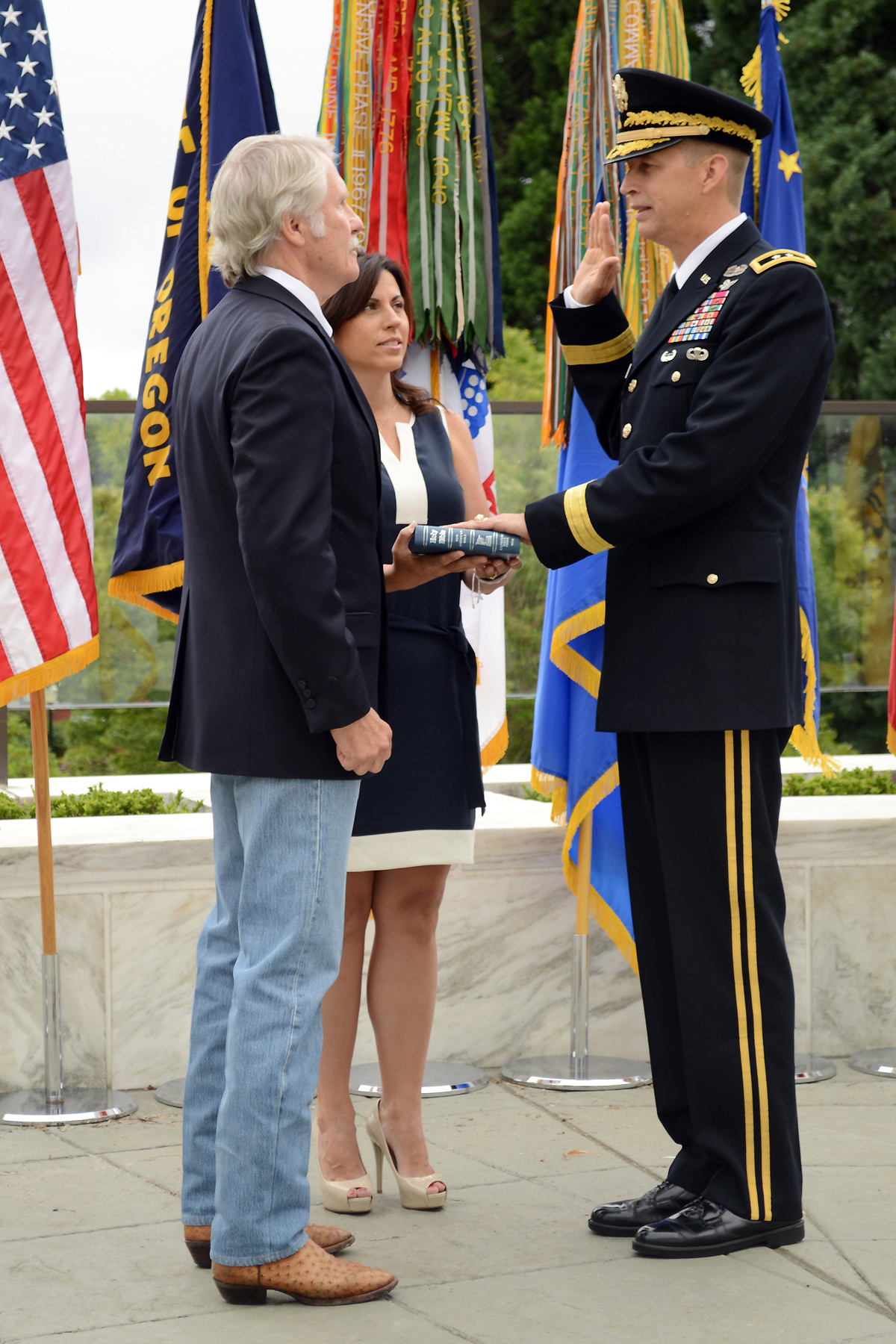
Hokanson prête serment en tant qu'adjudant-général devant le gouverneur de l'Oregon, John Kitzhaber

En 2010, Hokanson a été promu général de brigade (brigadier général). En tant qu'officier général, il a notamment occupé les postes suivants :
- directeur adjoint, plans et politiques stratégiques (J-5), Commandement de la défense aérospatiale de l'Amérique du Nord et Commandement du Nord des États-Unis ;
- directeur, plans et politiques stratégiques (J-5), Bureau de la Garde nationale.

Hokanson a été promu au grade de général de division (major général) en mai 2013. D'août 2013 à juillet 2015, il a été adjudant général du département militaire de l'Oregon (Oregon Military Department).

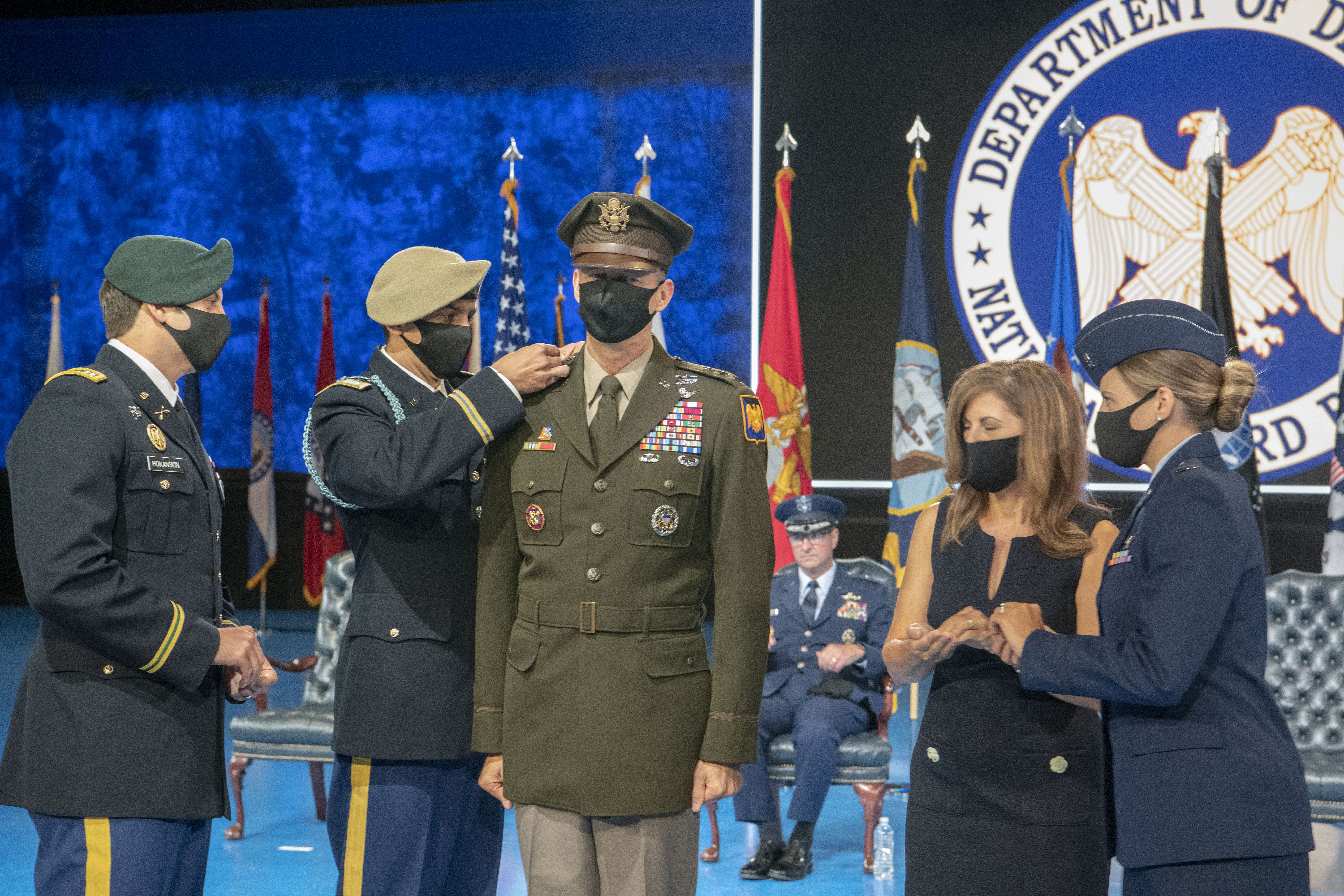
Le secrétaire à la Défense Mark Esper préside la promotion de Hokanson au grade de général et sa prise de fonction en tant que 29e chef du Bureau de la Garde nationale lors de cérémonies à la base interarmées de Myer-Henderson Hall, en Virginie, le 3 août 2020.

En juin 2015, Hokanson a été nommé par le Président des États-Unis au grade de lieutenant-général dans la réserve du service actif, alors qu'il servait en tant que commandant adjoint du United States Northern Command et vice-commandant de l'U.S. Element, North American Aerospace Defense Command, à la base aérienne de Peterson (Peterson Air Force Base), dans le Colorado.
La nomination de Hokanson au poste de 11e vice-chef du Bureau de la Garde nationale (vice chief of the National Guard Bureau) a été confirmée par le Sénat des États-Unis le 15 septembre 2016 et il a pris ses fonctions en novembre 2016.

#### Directeur de la Garde nationale de l'armée
En mars 2019, le Président des États-Unis nomme Hokanson pour succéder à Timothy J. Kadavy au poste de directeur de la Garde nationale de l'Armée. Hokanson prend ses nouvelles fonctions lors d'une cérémonie le 21 juin 2019. En juin 2020, l'adjudant-général du Minnesota, Jon A. Jensen, est nommé pour lui succéder au poste de directeur de la Garde nationale de l'Armée.

#### Chef du Bureau de la Garde nationale
En mai 2020, Hokanson est proposé pour être nommé au grade de général et affecté en tant que chef du Bureau de la Garde nationale (chief of the National Guard Bureau). Il est confirmé par le Sénat le 20 juillet 2020 et prend ses fonctions le 3 août 2020. Il prend sa retraite en 2024.

#### Missions
1. Juillet 1986 – juillet 1987, Student, Survival, Evasion, Resistance and Escape (Level C – Fort Bragg); Aviation Officer Basic Course; Air Assault School; Initial Entry Rotary Wing Flight Training (Aeroscout); Fort Rucker, Alabama
2. Juillet 1987 – mars 1988, Executive Officer, Troop B, 2nd Squadron (RECON), 9th Cavalry, 7th Infantry Division (LIGHT), Fort Ord, Californie
3. Mars 1988 – mai 1989, Scout Platoon Leader, Troop B, 2nd Squadron (RECON), 9th Cavalry, 7th Infantry Division (LIGHT), Fort Ord, Californiae et la République du Panama
4. Mai 1989 – août 1990, Flight Operations Officer et 3rd Infantry Brigade Aviation Liaison Officer, 2nd Squadron (RECON), 9th Cavalry, 7th Infantry Division (LIGHT), Fort Ord, Californie et la République du Panama
5. Octobre 1990 – juin 1991, Student, Aviation Officer Advanced Course et AH-64 Combat Aircraft Qualification Course, Fort Rucker, Alabama
6. Juin 1991 – octobre 1992, Assistant S3, 1st Battalion, 229th Aviation Regiment (Attack), Apache Training Brigade, Fort Hood, Texas
7. Octobre 1992 – juin 1994, Commander, Company B, 1st Battalion, 229th Aviation Regiment (Attack), XVIII Airborne Corps, Fort Bragg, Caroline du Nord
8. Juin 1994 – avril 1995 Project Engineer, Aircraft Armament Test Division, Yuma Proving Ground, Arizona
9. Juillet 1995 – octobre 1995, Army Reserve Control Group (Ready Reserve)
10. Octobre 1995 – septembre 1996, Aide-de-Camp, Office of The Adjutant General, Oregon National Guard, Salem, Oregon
11. Octobre 1996 – septembre 1997, Operations Officer, 641st Medical Battalion (EVAC), Oregon Army National Guard, Salem, Oregon
12. Octobre 1997 – décembre 1998, Aviation Operations Officer, Oregon Army National Guard, Salem, Oregon
13. Décembre 1998 – juin 1999, Student, Naval Postgraduate School, Monterey, Californie
14. Juillet 1999 – juillet 2000, Plans Analyst, Program Analysis et Evaluation Division, National Guard Bureau, Arlington, Virginie
15. Juillet 2000 – juin 2001, Student, College of Naval Command and Staff, Naval War College, Newport, Rhode Island
16. Juin 2001 – juin 2002, Executive Officer, 641st Medical Battalion (EVAC), Oregon Army National Guard, Salem, Oregon
17. Juin 2002 – juin 2004, Deputy Director, Army Aviation, Headquarters State Area Command, Oregon Army National Guard, Salem, Oregon
18. Juillet 2004 – juin 2005, Commander, 641st Medical Battalion (EVAC), Oregon Army National Guard, Salem, Oregon
19. Juillet 2005 – juillet 2006, Student, Senior Service College Fellowship, Harvard University, Cambridge, Massachusetts
20. Août 2006 – juillet 2007, Chief of Staff, Combined Joint Task Force Phoenix V, Afghanistan
21. Juillet 2007 – mars 2008, Deputy Commander, 41st Infantry Brigade Combat Team, Oregon Army National Guard, Portland, Oregon
22. Mars 2008 – juillet 2010, Commander, 41st Infantry Brigade Combat Team, Multi-National Corps – Iraq, et Oregon Army National Guard, Portland, Oregon
23. Août 2010 – août 2012, Deputy Director, J5, North American Aerospace Defense Command et United States Northern Command, Peterson Air Force Base, Colorado
24. Août 2012 – juillet 2013, Director, Strategic Plans and Policy (J-5), National Guard Bureau, Arlington, Virginie
25. Août 2013 – juillet 2015, The Adjutant General, Oregon, Joint Force Headquarters, Oregon National Guard, Salem, Oregon
26. Août 2015 – septembre 2016, Deputy Commander, U.S. Northern Command, Peterson Air Force Base, Colorado
27. Septembre 2016 – juin 2019, Vice Chief of the National Guard Bureau, Arlington, Virginire
28. Juin 2019 – août 2020, Director of the Army National Guard, Arlington, Virginie
29. Août 2020 – 2024, Chief, National Guard Bureau, the Pentagon, Arlington, Virginie

#### Formation
M. Hokanson est diplômé de l'Académie militaire des États-Unis (1986), où il a obtenu une licence (Bachelor of Science) en génie mécanique (aérospatiale).
En 2000, il a obtenu une maîtrise (Master of Arts) en sécurité internationale et en relations civilo-militaires à la Naval Postgraduate School. En 2001, il a obtenu un master of arts en sécurité nationale et études stratégiques au Naval War College. En 2006, M. Hokanson a suivi le Senior Service College National Security Fellowship Program à la John F. Kennedy School of Government de l'université Harvard. En 2011, il a suivi le cours de leadership CAPSTONE à la National Defense University.

#### Qualifications dans le domaine de l'aviation
Outre les cours de base et avancé d'officier d'aviation et la formation initiale au vol sur voilure tournante (Aeroscout), les qualifications aéronautiques de Hokanson sont les suivantes :
- Évaluation : Command Pilot
- Heures de vol : Plus de 2600 (plus de 50 heures de combat)
- Avions pilotés : AH-64, OH-58, TH-55, UH-1, UH-60.
- Ailes de pilote : Fort Rucker, Alabama

#### Dates effectives de promotion
| Insigne | Rang               | Date              |
| ------- | ------------------ | ----------------- |
|         | Général            | 3 août 2020       |
|         | Lieutenant général | 15 août 2015      |
|         | Major général      | 23 mai 2013       |
|         | Brigadier général  | 22 décembre 2010  |
|         | Colonel            | 2 août 2006       |
|         | Lieutenant Colonel | 24 juillet 2002   |
|         | Major              | 30 octobre 1997   |
|         | Captain            | 1er novembre 1990 |
|         | First Lieutenant   | 28 novembre 1987  |
|         | Second Lieutenant  | 28 mai 1986       |

#### Récompenses et décorations
|  | Combat Action Badge                                                   |
|  | Master Army Aviator Badge                                             |
|  | Basic Parachutist Badge                                               |
|  | Air Assault Badge                                                     |
|  | Joint Chiefs of Staff Identification Badge                            |
|  | National Guard Bureau Organizational Badge                            |
|  | 41st Infantry Brigade Combat Team Combat Service Identification Badge |
|  | 641st Aviation Regiment Distinctive Unit Insignia                     |
|  | 3 Overseas Service Bars                                               |

| Bronze oak leaf cluster | Defense Distinguished Service Medal avec oak leaf cluster (feuille de chène) en bronze |
| Bronze oak leaf cluster | Army Distinguished Service Medal avec oak leaf cluster                                 |
| Bronze oak leaf cluster | Defense Superior Service Medal avec oak leaf cluster                                   |
| Width-44 crimson ribbon with a pair of width-2 white stripes on the edges                                                                                        | Legion of Merit                                                                        |
| | Soldier's Medal                                                                        |
| Bronze oak leaf cluster | Bronze Star Medal avec oak leaf cluster                                                |
| Bronze oak leaf cluster · Width-44 crimson ribbon with two width-8 white stripes at distance 4 from the edges.                                                   | Meritorious Service Medal avec oak leaf cluster                                        |
| | Army Commendation Medal avec 2 oak leaf clusters                                       |
| | Army Achievement Medal avec 3 oak leaf clusters                                        |
| Bronze oak leaf cluster | Joint Meritorious Unit Award avec oak leaf cluster                                     |
| | Army Meritorious Unit Commendation                                                     |
| | Army Reserve Component Achievement Medal avec 2 oak leaf clusters                      |
| Bronze star · Width=44 scarlet ribbon with a central width-4 golden yellow stripe, flanked by pairs of width-1 scarlet, white, Old Glory blue, and white stripes | National Defense Service Medal avec 1 service star en bronze                           |
| | Armed Forces Expeditionary Medal                                                       |
| | Afghanistan Campaign Medal avec 2 service stars                                        |
| Bronze star | Iraq Campaign Medal avec 1 service star                                                |
| | Global War on Terrorism Service Medal                                                  |
| | Humanitarian Service Medal                                                             |
| | Armed Forces Reserve Medal avec Hourglass Device en argent et "M" Device               |
| | Army Service Ribbon                                                                    |
| | Service Ribbon avec award numeral 2 en bronze                                          |
| | NATO Medal for service with ISAF                                                       |
| | Oregon Distinguished Service Medal                                                     |
| | Oregon 30 Year Faithful Service Medal                                                  |

### Famille
Hokanson est marié à Kelly M. (Triplett) Hokanson,,. Ils sont les parents de trois enfants, la fille Victoria et les fils Daniel Jr. et McKinnon,. Les trois enfants Hokanson ont fait carrière dans l'armée,.

## Source
- (en) Cet article est partiellement ou en totalité issu de l’article de Wikipédia en anglais intitulé « Daniel R. Hokanson » (voir la liste des auteurs).